# Liste der olympischen Medaillengewinner aus Deutschland/V
- Vaihinger, Jörg
Olympische Sommerspiele 1988, (FRG): Bronzemedaille, Leichtathletik „4-mal-400-Meter-Staffel Männer“
- van Almsick, Franziska
Olympische Sommerspiele 1992, (GER): Bronzemedaille, Schwimmen „100 Meter Freistil Frauen“
Olympische Sommerspiele 1992, (GER): Silbermedaille, Schwimmen „200 Meter Freistil Frauen“
Olympische Sommerspiele 1992, (GER): Silbermedaille, Schwimmen „4-mal-100-Meter-Lagenstaffel Frauen“
Olympische Sommerspiele 1992, (GER): Bronzemedaille, Schwimmen „4-mal-100-Meter-Freistilstaffel Frauen“
Olympische Sommerspiele 1996, (GER): Silbermedaille, Schwimmen „200 Meter Freistil Frauen“
Olympische Sommerspiele 1996, (GER): Bronzemedaille, Schwimmen „4-mal-100-Meter-Freistilstaffel Frauen“
Olympische Sommerspiele 1996, (GER): Bronzemedaille, Schwimmen „4-mal-200-Meter-Freistilstaffel Frauen“
Olympische Sommerspiele 2000, (GER): Bronzemedaille, Schwimmen „4-mal-200-Meter-Freistilstaffel Frauen“
Olympische Sommerspiele 2004, (GER): Bronzemedaille, Schwimmen „4-mal-200-Meter-Freistilstaffel Frauen“
Olympische Sommerspiele 2004, (GER): Bronzemedaille, Schwimmen „4-mal-100-Meter-Lagenstaffel Frauen“
- van Oyen, Cornelius
Olympische Sommerspiele 1936, (GER): Goldmedaille, Schießen „Schnellfeuerpistole Männer“
- van Roye, Peter
Olympische Sommerspiele 1976, (FRG): Bronzemedaille, Rudern „Zweier ohne Steuermann“
- Vandrey, Jan
Olympische Sommerspiele 2016, (GER): Goldmedaille, Kanurennsport „C2 1000 Meter Männer“
- Varfolomeev, Darja
Olympische Sommerspiele 2024, (GER): Goldmedaille, Rhythmische Sportgymnastik „Mehrkampf Einzel“
- Vargas Koch, Laura
Olympische Sommerspiele 2016, (GER): Bronzemedaille, Judo „Mittelgewicht Frauen“
- Veil, Hans-Jürgen
Olympische Sommerspiele 1972, (FRG): Bronzemedaille, Ringen „griechisch-römischer Stil, Bantamgewicht Männer“
- Vesper, Rudolf
Olympische Sommerspiele 1968, (GDR): Goldmedaille, Ringen „griechisch-römischer Stil Fliegengewicht Männer“
- Vetter, Max
Olympische Sommerspiele 1912, (GER): Bronzemedaille, Rudern „Achter Männer“
- Viefers, Ulrich
Olympische Sommerspiele 1996, (GER): Silbermedaille, Rudern „Achter Männer“
- Viehoff, Valerie
Olympische Sommerspiele 2000, (GER): Silbermedaille, Rudern „Leichtgewichts-Doppelzweier Frauen“
- Voge, Ingo
Olympische Winterspiele 1984, (GDR): Silbermedaille, Bobsport „Viererbob Männer“
Olympische Winterspiele 1988, (GDR): Silbermedaille, Bobsport „Viererbob Männer“
- Vogel, Eberhard
Olympische Sommerspiele 1964, (EAU): Bronzemedaille, Fußball „Männer“
Olympische Sommerspiele 1972, (GDR): Bronzemedaille, Fußball „Männer“
- Vogel, Kristina
Olympische Sommerspiele 2012, (GER): Goldmedaille, Radsport „Teamsprint Bahn Frauen“
Olympische Sommerspiele 2016, (GER): Bronzemedaille, Radsport „Teamsprint Bahn Frauen“
Olympische Sommerspiele 2016, (GER): Goldmedaille, Radsport „Sprint Bahn Frauen“
- Vogel, Renate
Olympische Sommerspiele 1972, (GDR): Silbermedaille, Schwimmen „4-mal-100-Meter-Lagenstaffel Frauen“
- Vogt, Carina
Olympische Winterspiele 2014, (GER): Goldmedaille, Skispringen „Normalschanze Frauen“
- Vogt, Richard
Olympische Sommerspiele 1936, (GER): Silbermedaille, Boxen „Halbschwergewicht Männer“
- Voigt, Angela
Olympische Sommerspiele 1976, (GDR): Goldmedaille, Leichtathletik „Weitsprung Frauen“
- Voigt, Harry
Olympische Sommerspiele 1936, (GER): Bronzemedaille, Leichtathletik „4-mal-400-Meter-Staffel Männer“
- Voigt, Siegfried
Olympische Sommerspiele 1980, (GDR): Goldmedaille, Handball „Männer“
- Völk, Josef
Olympische Winterspiele 1976, (FRG): Bronzemedaille, Eishockey „Männer“
- Völker, Sabine
Olympische Winterspiele 2002, (GER): Bronzemedaille, Eisschnelllauf „500 Meter Frauen“
Olympische Winterspiele 2002, (GER): Silbermedaille, Eisschnelllauf „1000 Meter Frauen“
Olympische Winterspiele 2002, (GER): Silbermedaille, Eisschnelllauf „1500 Meter Frauen“
Olympische Winterspiele 2006, (GER): Goldmedaille, Eisschnelllauf „Teamverfolgung Frauen“
- Völker, Sandra
Olympische Sommerspiele 1996, (GER): Bronzemedaille, Schwimmen „50 Meter Freistil Frauen“
Olympische Sommerspiele 1996, (GER): Silbermedaille, Schwimmen „100 Meter Freistil Frauen“
Olympische Sommerspiele 1996, (GER): Bronzemedaille, Schwimmen „4-mal-100-Meter-Freistilstaffel Frauen“
- Volkert, Stephan
Olympische Sommerspiele 1992, (GER): Goldmedaille, Rudern „Doppelvierer Männer“
Olympische Sommerspiele 1996, (GER): Goldmedaille, Rudern „Doppelvierer Männer“
Olympische Sommerspiele 2000, (GER): Bronzemedaille, Rudern „Doppelvierer Männer“
- Völkner, Iris
Olympische Sommerspiele 1984, (FRG): Bronzemedaille, Rudern „Zweier ohne Steuerfrau“
- Volle, Walter
Olympische Sommerspiele 1936, (GER): Goldmedaille, Rudern „Vierer mit Steuermann“
- Vollmar, Harald
Olympische Sommerspiele 1968, (GDR): Bronzemedaille, Schießen „Freie Scheibenpistole Männer“
Olympische Sommerspiele 1976, (GDR): Silbermedaille, Schießen „Freie Pistole Männer“
Olympische Sommerspiele 1980, (GDR): Silbermedaille, Schießen „Freie Pistole Männer“
- Völs, Gerd
Olympische Sommerspiele 1936, (GER): Bronzemedaille, Rudern „Achter Männer“
- Volz, Maren
Olympische Sommerspiele 2024, (GER): Bronzemedaille, Rudern „Doppelvierer Frauen“
- Volz, Matthias
Olympische Sommerspiele 1936, (GER): Goldmedaille, Turnen „Mehrkampf Mannschaft Männer“
Olympische Sommerspiele 1936, (GER): Bronzemedaille, Turnen „Sprung Männer“
Olympische Sommerspiele 1936, (GER): Bronzemedaille, Turnen „Ringe Männer“
- von Appen, Mario
Olympische Sommerspiele 1992, (GER): Goldmedaille, Kanurennsport „K4 1000 Meter Männer“
- von Barnekow, Marten
Olympische Sommerspiele 1936, (GER): Goldmedaille, Springreiten „Mannschaft Männer“
- von Bernstorff, Erich Graf
Olympische Sommerspiele 1912, (GER): Bronzemedaille, Schießen „Tontaubenschießen Mannschaft Männer“
- von Bredow, Ingo
Olympische Sommerspiele 1960, (EAU): Bronzemedaille, Segeln „Flying Dutchman“
- von Bredow-Werndl, Jessica
Olympische Sommerspiele 2020, (GER): Goldmedaille, Dressurreiten „Mannschaft“
Olympische Sommerspiele 2020, (GER): Goldmedaille, Dressurreiten „Einzel“
Olympische Sommerspiele 2024, (GER): Goldmedaille, Dressurreiten „Mannschaft“
Olympische Sommerspiele 2024, (GER): Goldmedaille, Dressurreiten „Einzel“
- von Ettingshausen, Colin
Olympische Sommerspiele 1992, (GER): Silbermedaille, Rudern „Zweier ohne Steuermann“
- von Gaza, Bernhard
Olympische Sommerspiele 1908, (GER): Bronzemedaille, Rudern „Einer Männer“
- von Gödrich, August
Olympische Sommerspiele 1896, (GER): Silbermedaille, Straßenradsport „Straßenrennen Männer“
- von Groddeck, Karl-Heinrich
Olympische Sommerspiele 1956, (EAU): Silbermedaille, Rudern „Zweier mit Steuermann“
Olympische Sommerspiele 1960, (EAU): Goldmedaille, Rudern „Achter Männer“
Olympische Sommerspiele 1964, (EAU): Silbermedaille, Rudern „Achter Männer“
- Vonhof, Peter
Olympische Sommerspiele 1976, (FRG): Goldmedaille, Radsport „4000-Meter-Mannschaftsverfolgung Männer“
- von Hohenau, Wilhelm Graf
Olympische Sommerspiele 1912, (GER): Bronzemedaille, Springreiten „Mannschaft“
- von Kröcher, Rabod
Olympische Sommerspiele 1912, (GER): Silbermedaille, Springreiten „Einzel“
- von Langen, Carl Friedrich Freiherr
Olympische Sommerspiele 1928, (GER): Goldmedaille, Dressurreiten „Einzel“
Olympische Sommerspiele 1928, (GER): Goldmedaille, Dressurreiten „Mannschaft“
- von Lotzbeck, Eugen Freiherr
Olympische Sommerspiele 1928, (GER): Goldmedaille, Dressurreiten „Dressur Mannschaft“
- von Lütcken, Eduard
Olympische Sommerspiele 1912, (GER): Silbermedaille, Vielseitigkeitsreiten „Mannschaft“
- von Nagel, Ida
Olympische Sommerspiele 1952, (GER): Bronzemedaille, Dressurreiten „Dressur Mannschaft Mixed“
- von Oppeln-Bronikowski, Hermann
Olympische Sommerspiele 1936, (GER): Goldmedaille, Dressurreiten „Dressur Mannschaft Männer“
- von Petersdorff, Herbert
Olympische Sommerspiele 1900, (GER): Goldmedaille, Schwimmen „200 Meter Mannschaft Männer“
- von Rochow, Harry
Olympische Sommerspiele 1912, (GER): Silbermedaille, Vielseitigkeitsreiten „Einzel“
Olympische Sommerspiele 1912, (GER): Silbermedaille, Vielseitigkeitsreiten „Mannschaft“
- von Schaesberg-Tannheim, Richard
Olympische Sommerspiele 1912, (GER): Silbermedaille, Vielseitigkeitsreiten „Mannschaft“
- von Seck, Anke
Olympische Sommerspiele 1992, (GER): Silbermedaille, Kanurennsport „K4 500 Meter Frauen“
Olympische Sommerspiele 1992, (GER): Goldmedaille, Kanurennsport  „K2 500 Meter Frauen“
- von Stülpnagel, Friedrich
Olympische Sommerspiele 1936, (GER): Bronzemedaille, Leichtathletik „4-mal-400-Meter-Staffel Männer“
- von Wangenheim, Konrad
Olympische Sommerspiele 1936, (GER): Goldmedaille, Vielseitigkeitsreiten „Mannschaft Männer“
- von Zedlitz und Leipe, Franz
Olympische Sommerspiele 1912, (GER): Bronzemedaille, Schießen „Tontaubenschießen Mannschaft Männer“
- Vos, Uli
Olympische Sommerspiele 1972, (FRG): Goldmedaille, Feldhockey „Männer“
- Voß, Christina
Olympische Sommerspiele 1976, (GDR): Silbermedaille, Handball „Frauen“
- Voss, Torsten
Olympische Sommerspiele 1988, (GDR): Silbermedaille, Leichtathletik „Zehnkampf“
- Vosseler, Hans-Günther
Olympische Sommerspiele 1972, (FRG): Silbermedaille, Schwimmen „4-mal-200-Meter-Freistilstaffel Männer“
- Vozar, Ferenc
Olympische Winterspiele 1976, (FRG): Bronzemedaille, Eishockey „Männer“
- Vuckovic, Stephan
Olympische Sommerspiele 2000, (GER): Silbermedaille, Triathlon Männer